# Démarche
La démarche és un mot francès que s'utilitza per definir qualsevol gestió diplomàtica que realitzi un agent diplomàtic davant del Ministeri d'Afers Exteriors d'un altre estat. Aquesta gestió pot ser en forma d'una petició, proposta, oferiment, protesta, insinuació, advertiment, etc.